# Relations entre les États-Unis et la Pologne
Les relations entre les États-Unis et la Pologne commencent officiellement en 1919 mais trouvent leur origine dès la fondation des États-Unis, des Polonais étant des figures importantes de la lutte pour l'indépendance.
Depuis 1989, les relations entre les États-Unis d'Amérique et la Pologne sont fortes, cette dernière étant l'un des plus stables alliés européens des États-Unis, faisant partie à la fois de l'OTAN et de l'Union européenne.
Outre les liens historiques et culturels étroits, la Pologne est l'une des Nations-Unies systématiquement les plus pro-américaines en Europe et dans le monde, avec 79 % des Polonais ayant une bonne image des États-Unis d'Amérique en 2002 et 67 % en 2013. Selon le U.S Global Leadership Report, 36 % des Polonais approuvent la prééminence des États-Unis, avec 30 % de désapprobation et de 34 %, et en 2013 la BBC World Service Poll, 55 % des Polonais voient l'influence des États-Unis positivement, la cote la plus élevée pour toutes les sondés des pays européens.

## Avant leXXesiècle
Bien que la partition de la Pologne fait disparaître l'État polonais de la carte en 1795 empêchant l'établissement de relations diplomatiques officielles entre la Pologne et le nouvel État Américain, la Pologne, qui a adopté la deuxième plus ancienne constitution en 1791, a toujours considéré que l'influence des États-Unis est positive.
Au XVIIIe siècle, d'importantes personnalités polonaises comme Tadeusz Kościuszko et Casimir Pulaski sont des acteurs important qui ont façonné l'histoire américaine. Au XIXe siècle, de nombreux Polonais émigrent aux États-unis, formant une importante communauté polono-américaine.

### Réponse américaine à l'Insurrection de novembre
En 1831, la lutte de Pologne pour son indépendance de la Russie a été largement documentée et suivie dans la presse Américaine. Comme le décrit l'historien Jerzy Lerski, « on pourrait reproduire dans le détail pratiquement toute l'histoire de l'Insurrection de novembre à partir des 1831 fichiers des quotidiens américains publiés à cette époque, indépendamment du fait qu'ils sont généralement des quatre-feuilles avec peu de place pour les nouvelles de l'étranger »[réf. nécessaire]. Il n'y avait qu'un très petit nombre de Polonais aux États-Unis à l'époque, mais les points de vue sur Pologne sont positifs en raison de leur soutien de la révolution américaine. Plusieurs jeunes hommes ont offert leurs services militaires à la lutte pour la Pologne, le plus connu est Edgar Allan Poe qui écrit une lettre à son commandant, le 10 mars 1831 demandant à rejoindre l'Armée polonaise devant être créée en France. Le soutien pour la Pologne est le plus élevé dans le Sud en raison de la mort de Pulaski à Savannah, en Géorgie, où il est commémoré. Un chirurgien américain, Paul Fitzsimmons, de l'État de Géorgie, rejoint l'armée polonaise en 1831. Il était en France à l'époque et, inspiré par « comment le brave Pulaski était tombé au siège de Savannah au cours de la lutte révolutionnaire de 1776 »[réf. nécessaire], il se rend à Varsovie en tant que chirurgien de terrain pour se battre au côté des Polonais dans l'infanterie. Les États-Unis n'ont pas créé de force militaire pour soutenir la Pologne. Un soutien financier et des cadeaux sont envoyés à partir de la États-Unis au Comité Polono-Américain en France, qui vise à l'achat de fournitures et de moyens de transport pour aider la Pologne. L'écrivain américain James Fenimore Cooper écrit un appel à la mobilisation à la hauteur de sa popularité, motivant une collecte à l'échelle nationale pour la Pologne dans les villes Américaines. Le français, le général Lafayette a été une forte voix en France, soulignant le besoin d'une intervention de la France pour aider la Pologne dans sa guerre d'indépendance de la Russie. Le gouvernement français a cherché à faire la paix avec la Russie et est généralement resté à l'écart de la révolution.
À la suite de l'effondrement de l'Insurrection, les journaux américains continuent à publier des nouvelles de sources britanniques et françaises documentant l'oppression des Polonais par la Russie. Les éditeurs de presse ont fait mention des Russes comme de brutes et de vilains, alors que les Polonais ont été courageux et héroïques dans leurs efforts. Le public américain a été informé de la poursuite de la répression de la culture polonaise et la conscription forcée des Polonais dans l'Armée russe, mettant à mal les relations entre les États-Unis et la Russie. Un écrivain américain de Boston, Robin Carver, écrit un livre pour enfants en 1831 appelé Histoires de la Pologne, qui a dit que pour les enfants polonais, « Leurs maisons ne sont pas des foyers heureux et en paix, mais sont en accès libre aux espions et soldats d'un cruel et vindicatif gouvernement... Il n'y a pas de confiance, pas de repos, pas d'espoir pour eux, et n'y en aura pas, jusqu'à ce que, par une lutte fortunée, ils repousseront les Russes en dehors de leurs frontières, et redeviendront un peuple indépendant ». Des hommages poétiques à la Pologne ont été écrits en Amérique, et de la littérature dénonçant le traitement de la Pologne par la Russie a continué à être publiée après le soulèvement. Le tsar de Russie Nicolas Ier et ses émissaires ont demandé au Secrétaire d'État américain pour une réprimande officielle des journaux américains, rapportant les mauvais traitements infligés aux Polonais par les Russes. Le secrétaire d'État Edward Livingston a choisi d'attendre deux mois avant de répondre à la demande de la Russie, mais l'ambassadeur des États-Unis en Russie James Buchanan a fait la promesse à la Russie que la presse américaine diffusera des preuves que les cruauté russe était exagérée. L'historien Jerzy Jan Lerski est critique de Buchanan pour son positionnement pro-russe sur la question polonaise, et dénonce qu'il a fait des déclarations sur la Pologne sans visiter le pays et sans « écouter les témoignages des Polonais »[réf. nécessaire].

### Lincoln et la Guerre civile

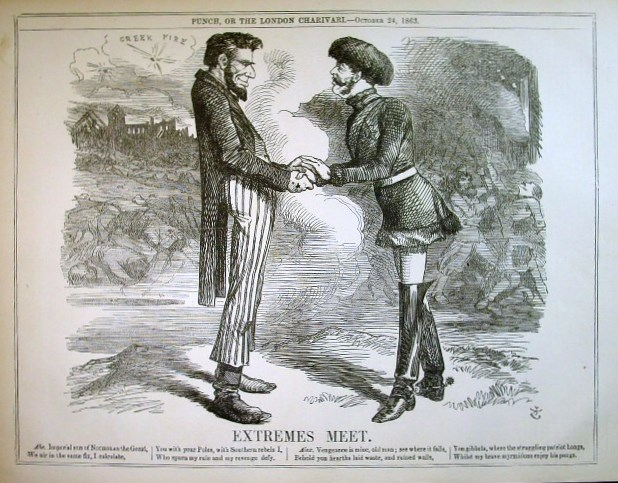
Une caricature britannique de 1863 avec Lincoln et le tsar russe Alexandre. La caricature suggère que les deux sont des tyrans assoiffés de sang, ils se font une poignée de mains tandis que les civils subissent les ravages de la Guerre civile américaine et la guerre russe contre la Pologne.

Pendant la Guerre de sécession américaine, l'indépendance de la Pologne est perdue de vue chez les intellectuels américains. Les historiens font valoir que le président Lincoln lui-même était sympathique aux Polonais, mais a choisi de ne pas intervenir dans les affaires européennes, de peur qu'ils se joignent à la Confédération. L'historien Tom Delahaye présente l'année 1863 comme un point de rupture dans les relations entre la Coalition de la Crimée (la Grande-Bretagne, la France et l'Autriche) et de la Russie, l'indépendance de la Pologne étant l'une des principales causes de conflit. Les Russes sont très en faveur du Nord, et Lincoln mène une politique non-interventionniste envers le « problème polonais » de la Russie. Ce faisant, il s’aliène de la politique des Britanniques et des Français et se rapproche de la Russie, contribuant un équilibre du pouvoir en faveur du tsar.

## Deuxième République polonaise

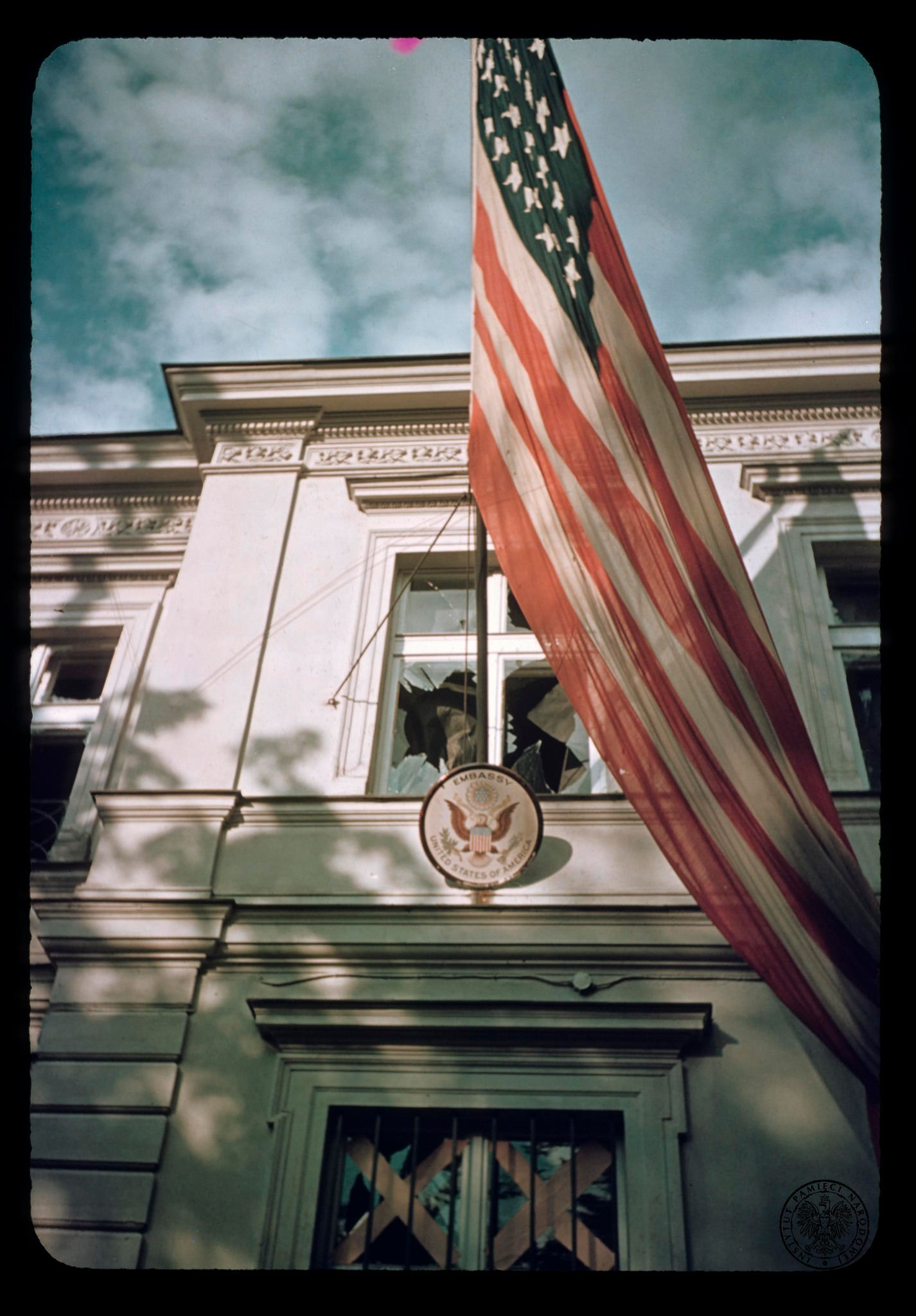
Ambassade américaine à Varsovie (Pologne) pendant son siège par l'armée allemande en septembre 1939.

Après la Première Guerre mondiale, le Président des États-unis Woodrow Wilson publie ses principes pour mettre fin à la guerre, les Quatorze Points dans lequel le XIIIe point est « Un État polonais indépendant devrait être érigé qui devrait inclure les territoires indiscutablement habités par les populations polonaises, devra être assurée un libre et sûr accès à la mer, et dont l'indépendance politique et économique et de l'intégrité territoriale doit être garantie par un pacte international »[réf. nécessaire].
Les États-unis ont établi des relations diplomatiques avec la nouvelle République polonaise en avril 1919, mais, bien que positives, les relations entre les deux pays sont éloignées géographiquement, en raison de la politique de non-interventionnisme des États-unis et parce que la Pologne n'est, à l'époque, pas considérée comme importante pour les intérêts des états-unis.
Finalement les deux pays sont des Alliés pendant la Seconde Guerre mondiale, mais il y a relativement peu de besoin pour plus de coordination entre les États-Unis et le gouvernement polonais en exil à Londres.
Les médias américains – les journaux et Hollywood ont largement ignoré la Pologne pendant la guerre. Hollywood fait de nombreux films sur l'occupation allemande de la France, de la Norvège et de la Tchécoslovaquie, mais la Pologne a été presque rayée de la carte. Biskupski explique que ce n'était pas tellement un sentiment anti-Polonais, qu'un sentiment pro-Soviétique de Hollywood et Washington. Beaucoup des meilleurs scénaristes étaient communistes ou proches, et Biskupski dit qu'ils ont comme objectif principal de protéger l'image de l'Union soviétique, pour eux, la couverture de la Pologne serait une distraction. C'est aussi la position du gouvernement fédéral, qui surveille Hollywood pendant les années de guerre. En outre, l'opinion publique en général favorise les Soviétiques et est d'accord avec les officiels de Washington et de Londres quand ils disent que le gouvernement polonais en exil fait de l'obstruction.

## Période communiste
Le 5 juillet 1945, le gouvernement américain reconnait le gouvernement communiste installé à Varsovie par le gouvernement soviétique, abandonnant ainsi le Gouvernement polonais en exil. Après 1950, la République populaire de Pologne (ainsi nommée depuis 1952) fait partie du bloc soviétique, et en tant que tel, l'Amérique est un ennemi pendant la Guerre Froide. Le premier ambassadeur de l'après-guerre en Pologne, Arthur Bliss Lane, a écrit un livre, I saw Poland betrayed (J'ai vu comment la Pologne a été trahie), sur la façon dont les Alliés Occidentaux ont abandonné leur ancien allié, la Pologne.
En 1956, Après l'arrivée de Gomułka au pouvoir, les relations avec les États-unis ont commencé à s'améliorer. Cependant, au cours des années 1960, le retour à une politique de plein et un soutien inconditionnel à la politique étrangère soviétique et l'attitude négative à l'égard d'Israël pendant la Guerre des Six Jours a causé une stagnation de ces relations. Les relations s'améliorent de façon significative grâce au successeur de Edward Gierek, Gomulka à qui réussit à exprimer son intérêt dans l'amélioration des relations avec les États-unis. Une convention consulaire est signée en 1972.
En 1974 Gierek est le premier dirigeant polonais à visiter les États-Unis. Cette action, parmi d'autres, démontre que les deux côtés souhaitent favoriser de meilleures relations.
La naissance de l'organisation Solidarność en 1980 soulève l'espoir que des progrès sont réalisés en Pologne dans ses relations extérieures ainsi que dans son développement national. Pendant ce temps, les États-Unis fournissent 765 millions de dollars en assistance agricole. Les violations continues des droits de l'homme et des libertés individuelle poussent les États-Unis à révoquer le statut de Nation la plus favorisée (NPF) à la Pologne en réponse à la décision du gouvernement polonais d'interdire la fédération de syndicats Solidarność (Solidarité) en 1981. Le statut de NPF est restauré en 1987, et les relations diplomatiques sont mises à niveau.
L'administration Reagan s'est engagée dans un soutien clandestin au mouvement Solidarność. Les agents de la CIA lui procurent de l'argent par l'intermédiaire de tiers. Les activités de la CIA ont cependant été entravées par le contre-espionnage polonais et les contacts de la CIA avec les militants de Solidarnosc ont été moins importants que ceux avec l'AFL-CIO, qui a levé 300 000 dollars de ses membres, qui ont été utilisés pour fournir du matériel et des espèces directement à Solidarność. Le Congrès américain a autorisé la Fondation nationale pour la démocratie (NED), à promouvoir la démocratie, et la NED a alloué 10 millions de dollars pour Solidarność. L'aide de la CIA à Solidarité en plus de l'argent inclut l'équipement et la formation, qui est coordonnée par des divisions Opérations Spéciales de la CIAHenry Hyde, un membre du comité du renseignement des États-Unis a déclaré que les États-Unis ont mis à disposition « des fournitures et de l'assistance technique en termes de journaux clandestins, de la radiodiffusion, de la propagande, de l'argent, de l'organisation et des conseils ». Michael Reisman de la Yale Law School a mentionné les opérations en Pologne comme l'une des actions secrètes de la CIA pendant la Guerre froide. Les fonds initiaux pour les actions secrètes de la CIA, sont de 2 millions de dollars, mais peu de temps après autorisation ils sont augmentés et en 1985 la CIA infiltre la Pologne avec succès.
En décembre 1981, lorsque le gouvernement polonais lance une campagne de répression, Solidarité n'est pas alerté. Les explications possibles à cela varient ; certains croient que la CIA a été prise au dépourvu, tandis que d'autres suggèrent que les décideurs politiques américains ont vu une répression en interne comme préférable à une « inévitable intervention soviétique ».

## Troisième république polonaise

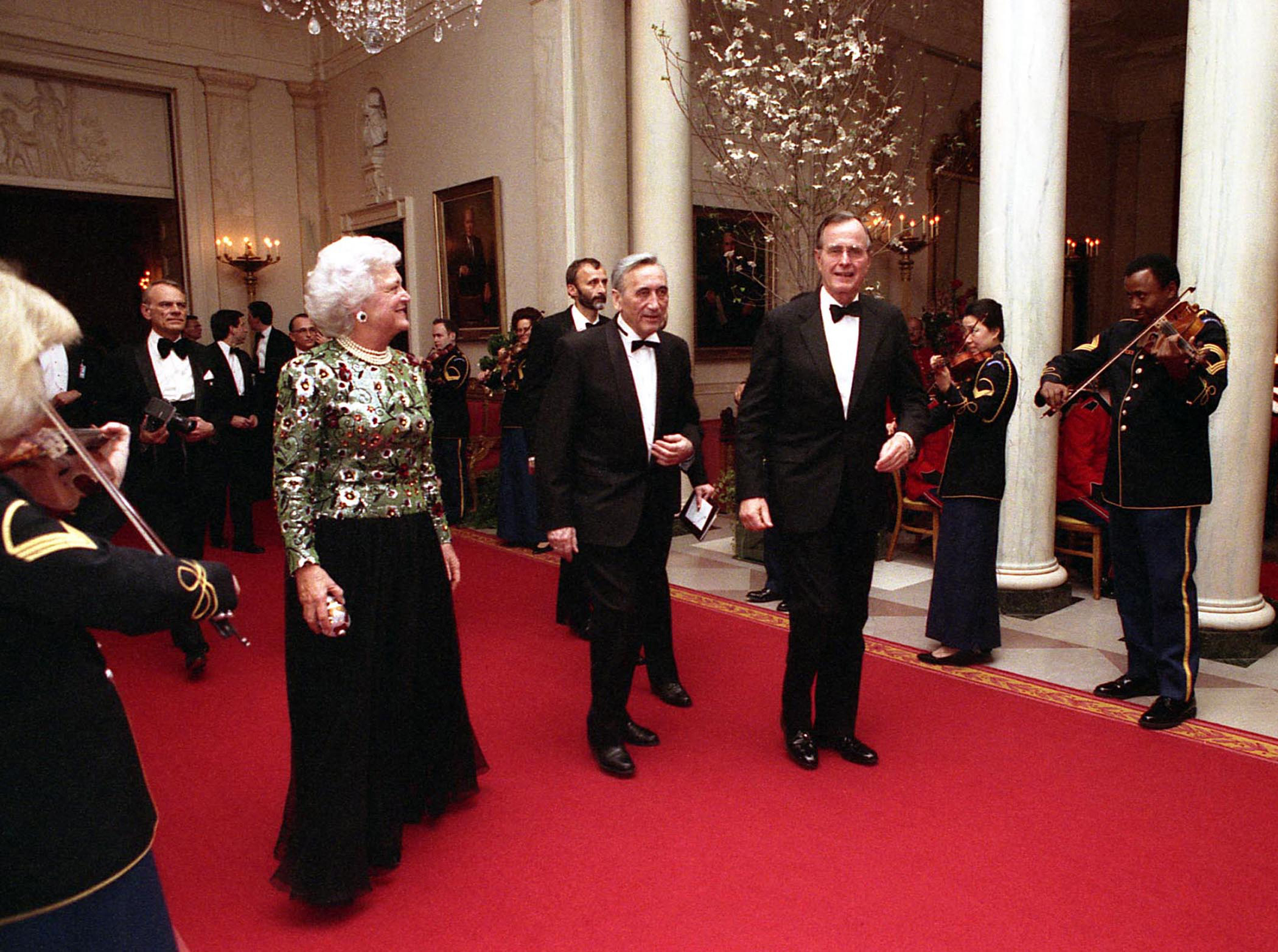
Premier ministre de Pologne Tadeusz Mazowiecki lors de sa visite à la Maison Blanche, 1990.

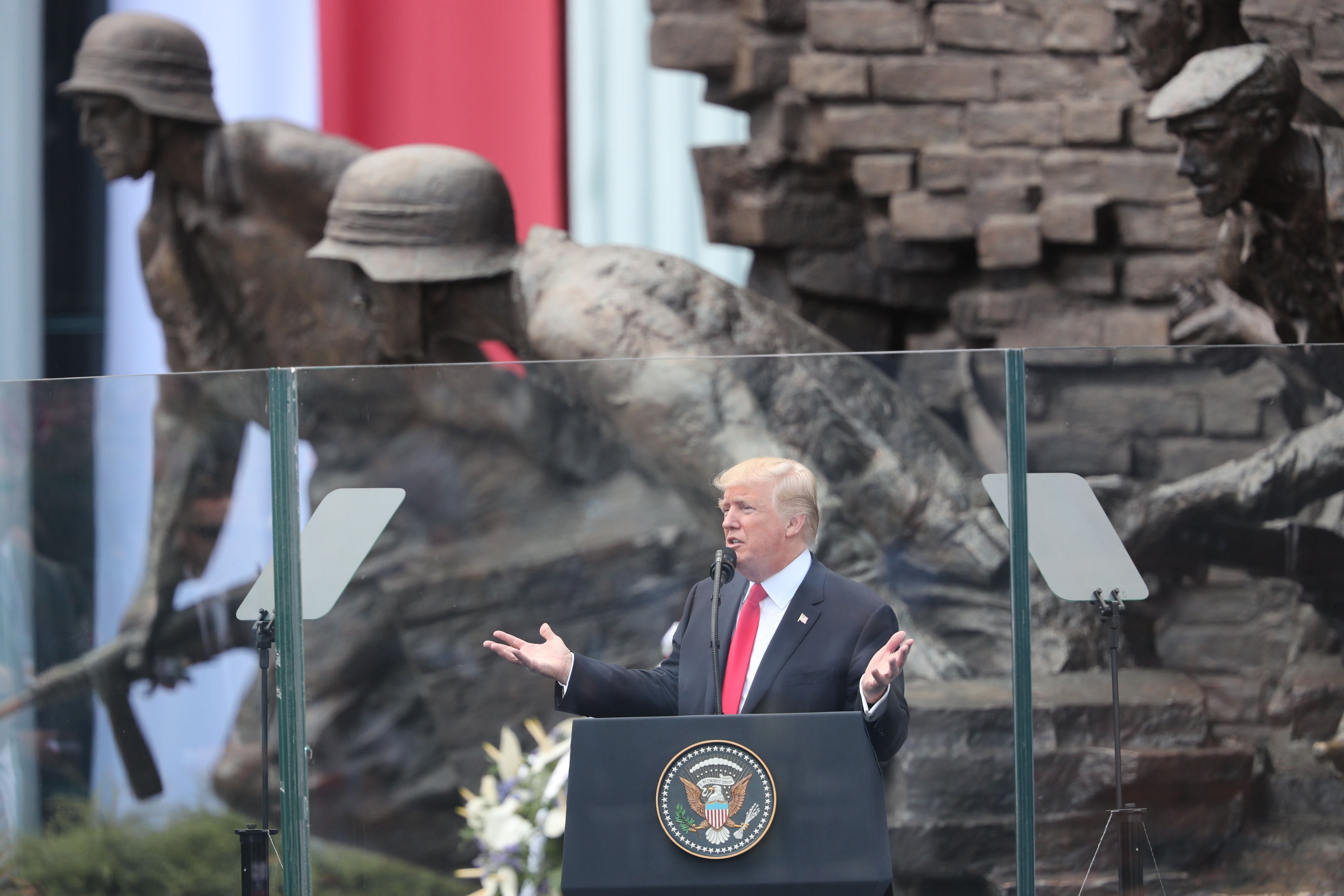
Le président Donald Trump prenant la parole à Varsovie, en juillet 2017.

Depuis 1989, les États-unis et la Pologne ont des très bonnes relations bilatérales. Chaque gouvernement polonais post-1989 est un fervent partisan de la continuation de la présence de l'armée américaine et de la présence économique américaine en Europe et la Pologne est l'un des plus fidèles alliés des États-Unis.
Le 12 mars 1999, lorsque la Pologne rejoint l'OTAN, les deux pays font partie de la même alliance militaire. En plus de son soutien dans la Guerre contre le terrorisme, l'Opération Enduring Freedom en Afghanistan, et les efforts de la coalition en Irak (où le contingent polonais a été l'un des plus grands), la Pologne coopère étroitement avec les États-Unis sur des questions telles que la démocratisation, la prolifération nucléaire, les droits de l'homme, de la coopération régionale en Europe centrale et orientale et la réforme de l'organisation des Nations unies.
Le gouvernent polonais aurait mis des « prisons secrètes » à la disposition de la CIA.
En 2006, le secrétaire au commerce Carlos Gutierrez et le sous-secrétaire d'État américain pour l’Europe et l’Eurasie Daniel Fried.
Les 27 et 28 mai 2011, le président Barack Obama visite la Pologne. Il rencontre le Premier ministre polonais Donald Tusk et le Président Bronisław Komorowski. Les dirigeants américains et polonais discutent de coopération en matière économique, militaire et technologique.
En 2017 juillet, le président américain Donald Trump visite la Pologne dès son deuxième voyage à l'étranger. Il rencontre le président de la Pologne Andrzej Duda. Ils tiennent ensuite une conférence de presse conjointe dans le Château royal de Varsovie. Le président Trump remercie le peuple polonais et le président Duda pour l'accueil chaleureux qu'il reçoit à Varsovie. Il dit : « Notre alliance avec la Pologne et l'OTAN demeure essentielle pour prévenir les conflits et s'assurer que la guerre entre les grandes puissances ne ravage plus jamais l'Europe, et que le monde sera plus sûr et meilleur. L'Amérique est engagée à maintenir la paix et la sécurité en Europe centrale et en Europe de l'Est »[réf. nécessaire]. Le président Trump s'est également entretenu avec les dirigeants européens qui étaient présents à l'Initiative des trois mers lors du sommet de Varsovie.
La collaboration militaire entre les deux gouvernements s'accentue à l'été 2021, Washington portant de 4 500 à 5 000 hommes le nombre de ses soldats en Pologne tandis que Varsovie achetait 150 chars de combat Abrams venus des États-Unis.

## Problèmes

### Radosław Sikorski

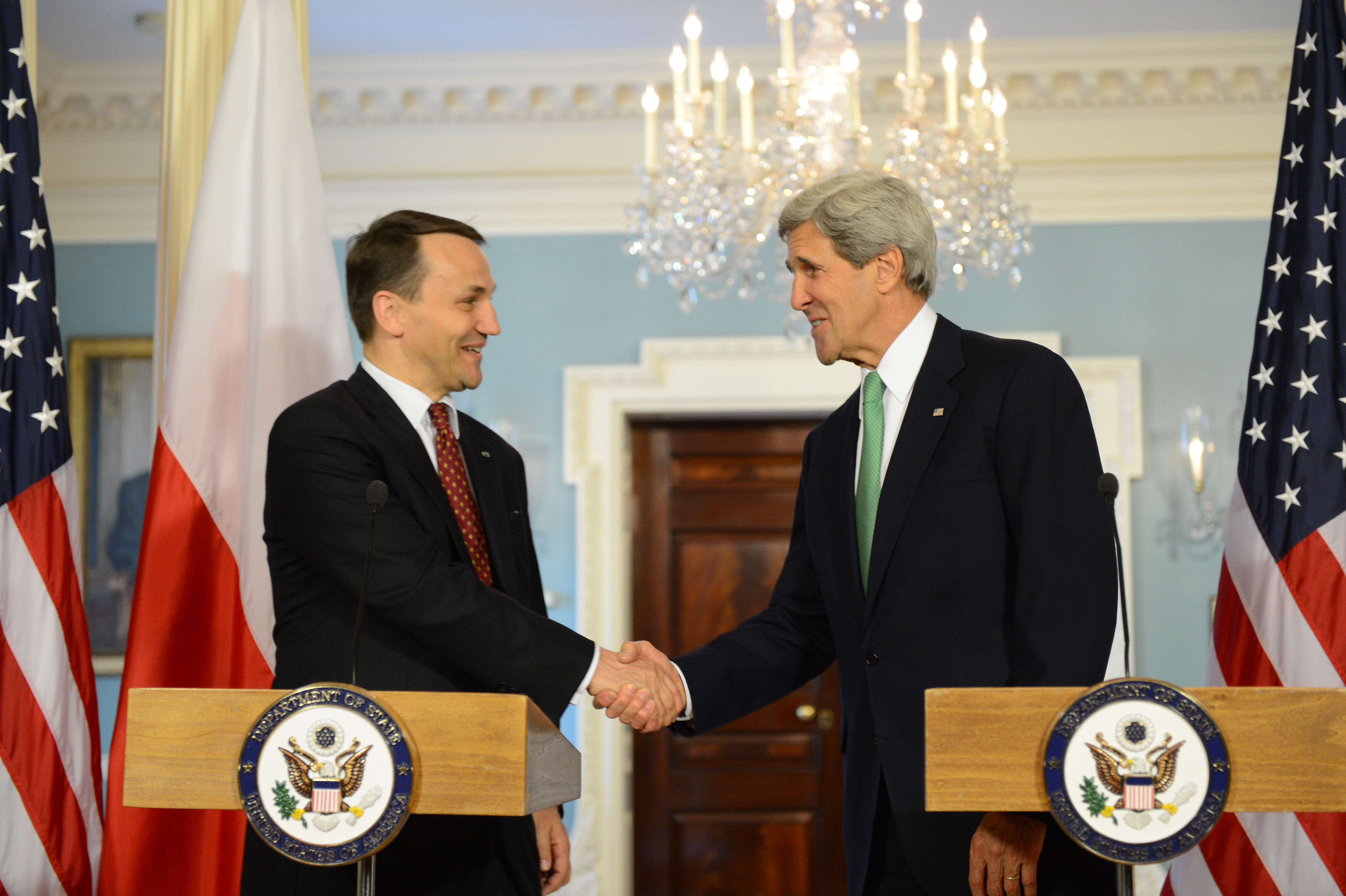
Le ministre des Affaires étrangères Sikorski serre la main du secrétaire d'État américain John Kerry, en juin 2013.

En dépit de leur apparente relation de proximité, Wprost (une revue polonaise) a obtenu l'enregistrement du ministre polonais des Affaires étrangères Radosław Sikorski décrivant l'alliance entre la Pologne et les États-Unis de « carrément nuisible » et causant un « faux sentiment de sécurité »[réf. nécessaire], alors que dans un sondage effectué en 2016, environ 20 % des sondés voyaient les Américains comme une menace potentielle pour la sécurité nationale polonaise. En dépit de ce sondage, plus de 50 % des sondés considère les Américains et les Canadiens comme étant dignes de confiance.

### Le complexe de défense antimissile américain en Pologne
Le complexe de défense antimissile américain en Pologne fait partie de la Ballistic Missile Defense European Capability of the US devant être placé à Redzikowo, Słupsk, en Pologne, formant un Ground-Based Midcourse Defense en conjonction avec unUS narrow-beam midcourse tracking and discrimination radar system à Brdy en République tchèque. Le plan a été annulé en 2009.
La société polonaise est divisée sur la question. Selon un sondage réalisé par SMG/KRC publié par la TVP, 50 % des répondants ont rejeté le déploiement du bouclier sur le sol polonais, tandis que 36 % étaient en faveur.
La décision de l'administration Obama d'annuler un projet de complexe de défense en Pologne a été jugée comme une politique de l'apaisement de la fédération de Russie par les partisans du projet.
En octobre 2009, lors d'une visite du vice-président Joe Biden à Varsovie, un nouveau, plus petit projet d'intercepteur similaire à celui de l'administration Bush a été présenté, et accueilli par le Premier Ministre Donald Tusk.

### Le problème de visa américain pour les Polonais
Les Polonais critiquent souvent le refus des États-Unis de laisser entrer les Polonais sans visa aux États-Unis, alors que la plupart des pays de l'Union Européenne – souvent beaucoup moins favorable envers les États-Unis sur la scène internationale – n'ont pas besoin de visa pour entrer.[réf. nécessaire] Les États-Unis demeurent le dernier des pays développés non-Arabes dans le monde à exiger des visas de court séjour aux citoyens polonais.[réf. nécessaire] Le passeport polonais permet la libre circulation ou une obtention facile d'un visa pour tous les pays du monde, sauf pour les États-Unis - voir exigences en matière de Visa pour les citoyens polonais. Cela peut aussi avoir été un facteur dans la baisse récente du nombre de travailleurs polonais hautement qualifiés immigrés aux États-Unis.
Au cours de sa visite en Pologne en 2011, le président Obama déclare à propos du Programme d'exemption de visa, « je vais en faire une priorité. Et je veux résoudre ce problème avant très longtemps. Mon espoir est que ce problème sera résolu lors de ma présidence »[réf. nécessaire]. Certains Polonais ont été profondément déçus par l'administration Obama dans son inaction sur la question, et croient que c'était une promesse vide.
L'Union européenne a menacé d'imposer des exigences en matière de visa pour les Américains lors de l'entrée dans l'un de ses pays membres si l'obligation de visa pour les Polonais ne sont pas supprimées.

### La tournure de phrase incorrectePolish death camps(Camps de la mort polonais)
En mai 2012, lors de  cérémonie de la Médaille de la Liberté, Obama a évoqué les camps de concentration tenus par les nazis en Pologne pendant la Seconde Guerre mondiale en tant que camps de la mort polonais, une tournure de phrase que le Premier ministre polonais, Donald Tusk, considère comme étant une démonstration d' « ignorance, de manque de connaissances et de mauvaise foi ». En les appelant « camps de la mort polonais », Tusk a déclaré, que cela rendait la Pologne responsable et que cette phrase laisse penser qu'« il n'y avait pas de nazis, pas de responsabilité allemande, pas d'Hitler ». Après les excuses d'un porte-parole de la Maison Blanche, en précisant que le président faisait allusion aux camps de la mort nazis, Tusk a exprimé la volonté d'« une réaction plus encline à éliminer une fois pour toutes ce genre d'erreurs ». Depuis 2018, le terme « camps de la mort polonais » pourrait être une infraction passible de sanctions, non seulement en Pologne, mais aussi à l'étranger, où normalement les lois polonaises ne s'appliquent pas.

## Illustrations

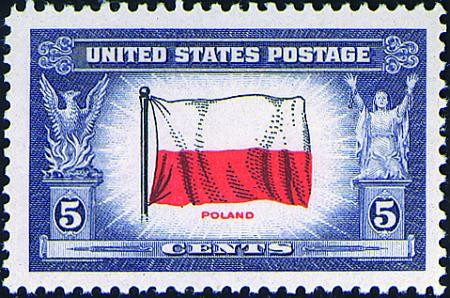
La Pologne a été l'un des pays envahis par l'Allemagne nazie. Le pays a été reconnu par les États-Unis, qui ont émis ce timbre en 1943, où la Pologne est à l'honneur.
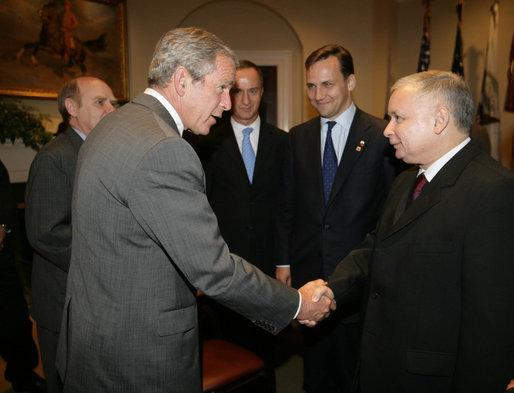
Le président américain George Bush et le Premier ministre polonais Jarosław Kaczyński lors d'une conversation à la Maison Blanche, 2006
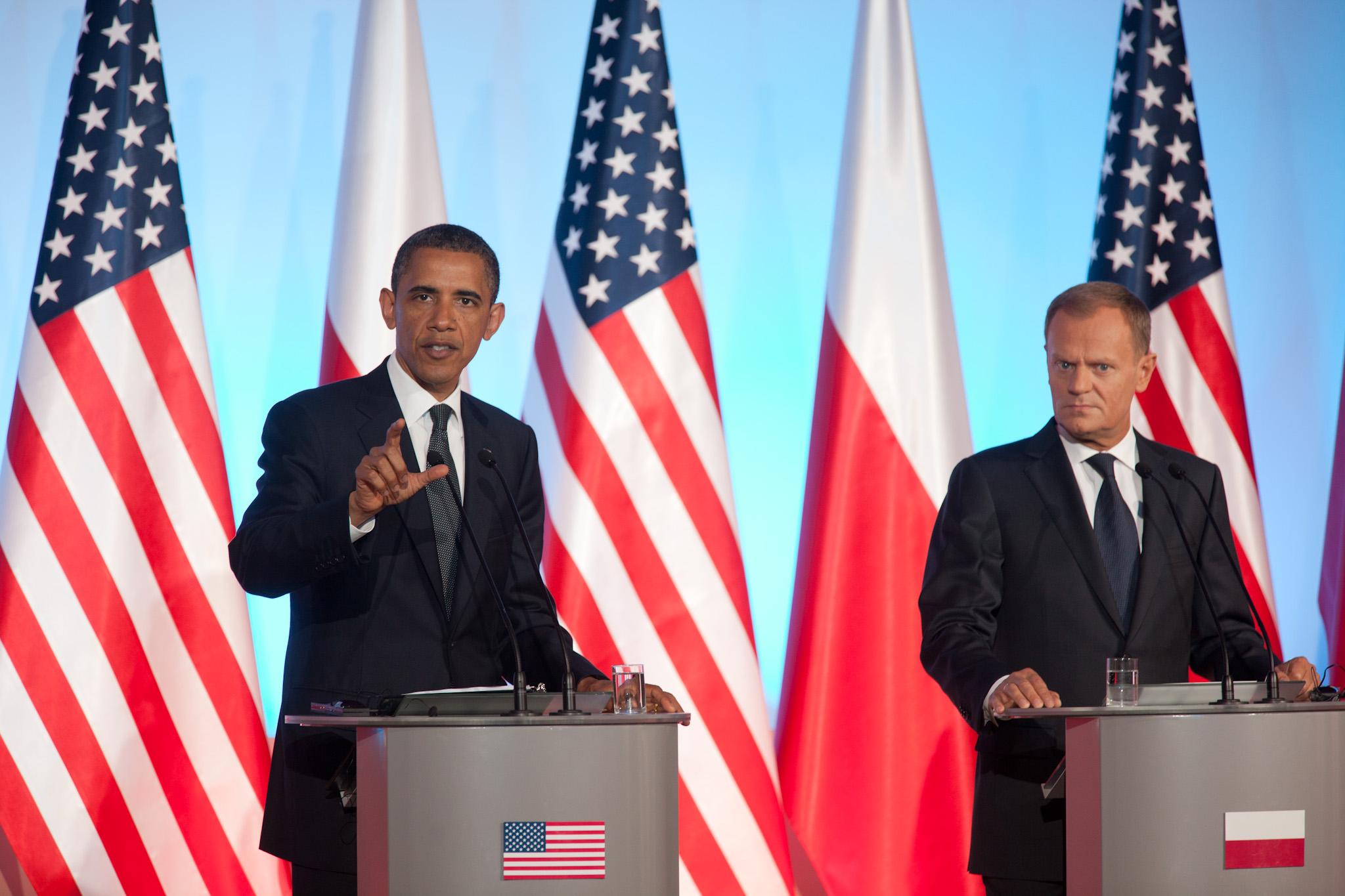
Le président des États-Unis Barack Obama rencontre le Premier ministre polonais Donald Tusk, à Varsovie, en mai 2011.
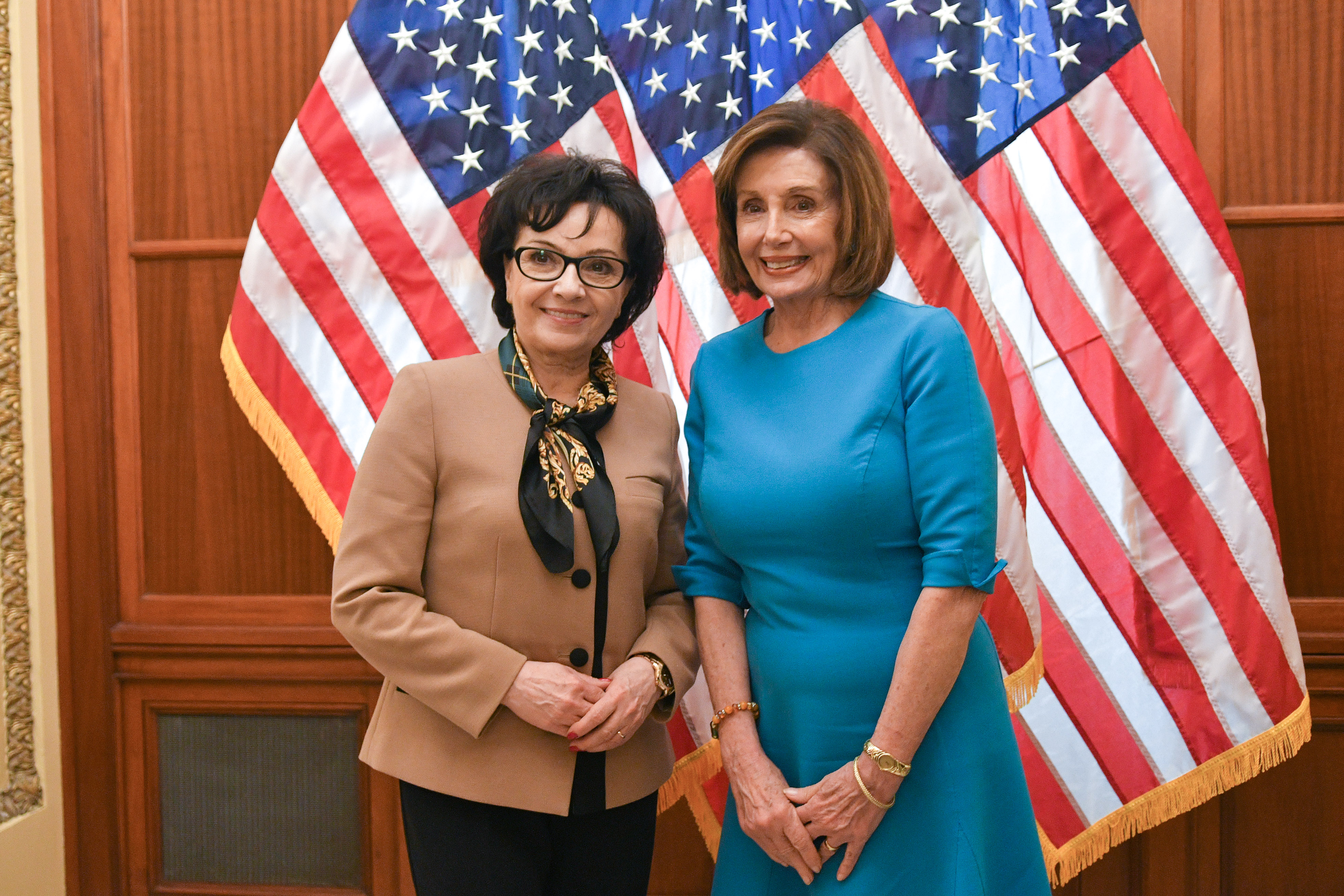
Président de la Diète de Pologne Elżbieta Witek et Président de la Chambre des représentants des États-Unis Nancy Pelosi, en mars 2020
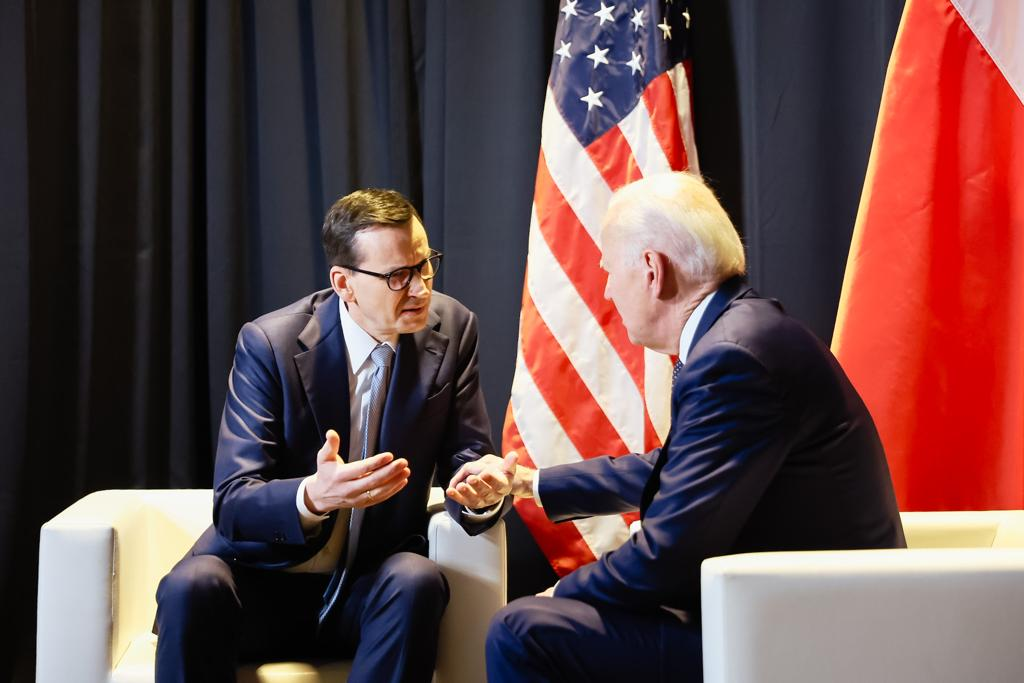
Le président des États-Unis Joe Biden rencontre le Premier ministre polonais Mateusz Morawiecki, à Varsovie, en 2023.